# Komócsin Zoltán
Komócsin Zoltán (Felsőgalla, 1923. április 18. – Budapest, 1974. május 28.) kommunista politikus, újságíró, országgyűlési képviselő, 1957-től az MSZMP PB pót-, majd 1963-tól haláláig rendes tagja.

## Életpályája
Apja idősebb Komócsin Mihály (1895–1978) építőipari munkás, szakszervezeti vezető volt. Öccse, ifj. Komócsin Mihály (1925–2016) 1971-től 1974-ig a Csongrád megyei tanács elnöke, 1985-ig az MSZMP Csongrád megyei első titkára volt.
A hat elemi elvégzése után napszámosként, inasként, később kereskedelmi alkalmazottként dolgozott egészen 1944-ig. A kommunista mozgalommal apja által már fiatalon kapcsolatba került; a Kommunista Ifjúmunkások Magyarországi Szövetsége (KIMSZ) szegedi szervezetének megalapításával 1944 októberében kezdett foglalkozni. 1945 elején a kommunista irányítás alatt álló Magyar Demokratikus Ifjúsági Szövetség (MADISZ) szervezője.
1945-ben a Magyar Kommunista Párt (MKP) pártiskoláján tanult Debrecenben. 1945-1948-ban az MKP szegedi pártbizottságának szervezőtitkára. 1948 júniusától decemberéig a Magyar Dolgozók Pártja (MDP) Központi Vezetősége (KV) Titkárságának munkatársa, 1948 decemberétől 1949 júniusáig az MDP Vas megyei Bizottságának titkára. 1949-től haláláig országgyűlési képviselő.
1949 júniusától 1950 októberéig és 1953 januárja és 1954 eleje közt a KV propaganda osztálya helyettes vezetője, 1954 elejétől 1955 decemberéig vezetője. Közben 1950 és 1953 között tanulmányokat folytatott a moszkvai pártfőiskolán, ahol oklevelet szerzett.
1955. december és 1957. március közt Hajdú Bihar megyében volt a Pártbizottság első titkára. Ebben a pozíciójában az 1956-os forradalom és szabadságharc idején a felkelők ellen volt, 1957 márciusától már a Magyar Kommunista Ifjúsági Szövetség (KISZ) szervezőbizottsági elnöke. 1957 októbere és 1961 szeptembere közt a KISZ Központi Bizottsága (KB) első titkára pozíciót töltötte be.

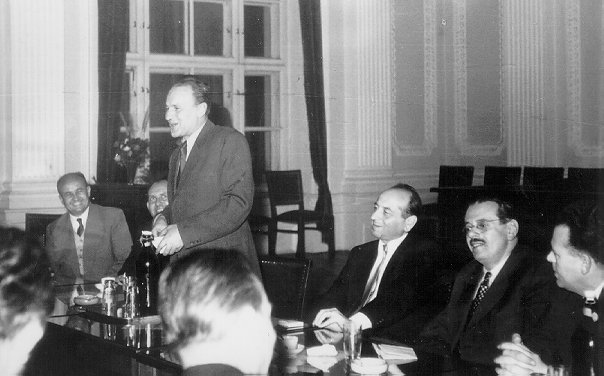
Balról jobbra: Komócsin Zoltán, a Politikai Bizottság póttagja, Antalffy György rektor, Kádár János a Minisztertanács elnöke (álló alak, éppen beszédet mond), Petri Gábor sebész, a Szegedi Orvostudományi Egyetem rektora, Szirmai István, a Központi Bizottság titkára, 1961.

1961 szeptembere és 1965 júniusa közt a Népszabadság főszerkesztője, 1965. júniusától 1974. májusáig az MSZMP Központi Bizottság (KB) külügyi titkára volt.
Az MSZMP ún. „moszkovita”, balos, dogmatikus szárnyához tartozott, erősen ellenezte 1968-ban az új gazdasági mechanizmus bevezetését. Hevesen vitázó alkat volt, keményvonalasként támadta Kádár János és a Fock-kormány reformpolitikáját. Hirtelen halt meg, agyvérzésben. Sírja Budapesten, a Kerepesi temetőben található.

## Művei
- Sajtónk harca az új szakasz politikájának megvalósításáért; Magyar Újságírók Országos Szövetsége, Bp., 1954 (Újságírók szakmai előadásai és vitái)
- A dolgozó nők neveléséért, szebb életéért; MNDSZ, Békéscsaba 1954 (Olvasóköri anyag)
- A Magyar Kommunista Ifjúsági Szövetség feladatai az MSZMP 7. kongresszusa határozatainak feldolgozásában és megvalósításában. Komócsin Zoltán előadói beszéde; Ifjúsági, Bp., 1960
- Nemzeti érdekek, internacionalista célok; Kossuth, Bp., 1972
- A budapesti konzultatív találkozó és a nemzetközi kommunista mozgalom néhány időszerű kérdése; Kossuth, Bp., 1968 (Az MSZMP Központi Bizottsága politikai akadémiája)
- A kommunista és munkáspártok moszkvai nemzetközi tanácskozása; Kossuth, Bp., 1969 (Az MSZMP Központi Bizottsága politikai Akadémiája)
- Nemzeti érdekek, internacionalista célok; Kossuth, Bp., 1972
- Válogatott beszédek és cikkek; szerk. Bognár Károly; Kossuth, Bp., 1975